# Zdarzenie losowe pewne
Zdarzenie losowe pewne (zdarzenie pewne) – zbiór składający się ze wszystkich zdarzeń elementarnych danej przestrzeni zdarzeń elementarnych. Jest ono interpretowane jako zdarzenie, które musi zajść.
W danej przestrzeni probabilistycznej istnieje tylko jedno zdarzenie losowe pewne, można je jednak opisać na różne sposoby. Przykładem zdarzenia pewnego jest wylosowanie przy dwóch próbach (bez zwracania) przynajmniej jednej czerwonej kuli z urny, w której znajduje się jedna kula niebieska i kilka czerwonych. 
Zdarzenie pewne jest zdarzeniem przeciwnym do zdarzenia niemożliwego. Suma dowolnych dwóch zdarzeń wzajemnie przeciwnych jest zdarzeniem pewnym.
Zdarzenie pewne ma prawdopodobieństwo równe jeden, co stwierdza 
pierwszy aksjomat przestrzeni probabilistycznej.
Nie każde jednak zdarzenie losowe o prawdopodobieństwie jeden jest pewne. Przykładem może być zdarzenie przeciwne do zdarzenie o prawdopodobieństwie zerowym i które nie jest niemożliwe (patrz art. zdarzenie niemożliwe). W probabilistyce stosowany jest zwrot "prawie na pewno" na określenie zdarzenia o prawdopodobieństwie 1.